# Els Goulmy
Els Goulmy, nizozemski biolog in pedagog, * 27. november 1946, Haag, Nizozemska.
Trenutno je profesor transplantacijske biologije na Univerzi v Leidnu.